# 佐藤雅彦 (競馬)
佐藤 雅彦（さとう まさひこ、1961年1月9日 - ）は、岩手県出身の元騎手、現調教師。岩手競馬・水沢競馬場（奥州市）所属。血液型A型。勝負服の服色は胴黄・袖紫、紫たすき。

## 来歴・人物
胆沢郡胆沢町（現奥州市）出身。小学生のころから盛岡競馬場・大和正四郎厩舎へ遊びに連れられて行っていたのがきっかけで、中学卒業時に騎手を志し、地方競馬騎手教養所を経て1978年4月22日デビュー、1978年5月21日初勝利。デビュー2年目の1979年に紫桐杯で重賞初制覇、3年目には年間54勝を挙げリーディング5位となる。1984年に櫻田浩三厩舎へ所属変更。1985年に71勝を挙げリーディング6位になると、そこからは毎年リーディング5位圏内の座を保ち続け、盛岡所属のエースの座を確固とたるものにしていった。1987年にはテンハクリユウとのコンビでアラブの重賞タイトルを総なめ、年末の全日本アラブ争覇（川崎競馬場）を制し、岩手に初のビッグタイトルをもたらした。その後もアラブ競走での活躍が目立った。1996年、新盛岡競馬場（オーロパーク）が開場すると、盛岡所属の利を生かして勝ちを伸ばして行き、タービュレンスとのコンビで制した全日本アラブ争覇など重賞8勝を含む153勝を挙げ、初のリーディングジョッキーとなった。その後は、前出のタービュレンスでの活躍のほか、ハスカップボーイで桐花賞制覇。バンチャンプとのコンビでは桐花賞など重賞3勝を挙げ、マーキュリーカップでは勝ち馬（オースミジェット）にハナ差の2着と健闘した。
2000年度を最後に引退（通算成績：10667戦 1682勝 勝率16.4 連対率27.5、重賞33勝）。2001年水沢競馬場で厩舎を開業。管理馬のオリエントボスで栗駒賞を制するなどしている。

## 主な主戦馬
バンチャンプ
桐花賞、青藍賞、シアンモア記念
ハスカップボーイ
桐花賞
シャマードシンボリ
みちのく大賞典
ミヤシロテュードオ
シアンモア記念
アプローズフラワー
南部駒賞、東北サラブレッド3歳チャンピオン
テンハクリュウ（アラブ）
東北アラブ3歳チャンピオン、金杯、全日本アラブ争覇、ビクトリーカップ、日高賞
ナンブプレジデント（アラブ）
日高賞、東北アラブチャンピオン、アラブ大賞典、アラブ王冠
シバノアマゾネス（アラブ）
アラブ王冠、東北アラブチャンピオン、アラブ大賞典、紫桐杯
ミヤシロナドラオー（アラブ）
紫桐杯、アラブ大賞典
タービュレンス（アラブ）
東北アラブ3歳チャンピオン、全日本アラブ争覇、金杯、岩鷲賞、日高賞、紫桐杯
出典:

## 主な受賞歴
- 1978年度 岩手競馬新人騎手表彰
- 1996年度 岩手競馬騎手リーディング1位、NARグランプリ優秀騎手賞